# Richard Westfall
Richard S. Westfall (22 avril 1924 — 21 août 1996) est un biographe et historien des sciences américain. Il est notamment connu pour sa biographie de Isaac Newton et son travail sur la révolution scientifique du XVIIe siècle.

## Biographie
Né à Fort Collins, Westfall entre en 1942 à l'université Yale. Ses études à Yale sont entrecoupées de deux années de service durant la Seconde Guerre mondiale ; il termine son baccalauréat en arts en 1948. Il obtient ensuite à Yale sa maîtrise en arts puis son doctorat avec un essai intitulé Science and Religion in Seventeenth Century England. Ce travail est un exemple précoce de l'intérêt qu'il porta toute sa vie à l'histoire des sciences et à leurs relations avec la religion.
Westfall a enseigné l'histoire dans différentes universités dans les années 1950 et 1960 : California Institute of Technology (1952-53), université de l'Iowa (1953-57) et Grinnell College (en) (1957-63). Il a commencé à enseigner à l'université de l'Indiana en 1963 et y a fait tout le reste de sa carrière jusqu'à sa retraite en 1989 en tant que Distinguished Professor Emeritus. Il est mort en 1996 à l'âge de 72 ans.

## Travaux
En 1980 Westfall publie ce qui est considéré comme une bibliographie de référence de Newton : Never at Rest. Westfall considère Newton comme un homme torturé, parfois sans humour et animé d'un esprit de vengeance. Mais, malgré ses défauts, il le classe également comme le personnage le plus important de l'histoire de la civilisation occidentale. Westfall a publié également des résumés et des biographies simplifiées telle que The Life of Isaac Newton en 1993.
Westfall a publié d'autres livres d'histoires des sciences, notamment : The Construction of Modern Science: Mechanism and Mechanics (1971), Force in Newton's Physics: the Science of Dynamics in the Seventeenth Century (1971) et Essays on the Trial of Galileo (1989). Sur la fin de sa vie il a constitué une base de données contenant des informations sur la vie de plus de 600 scientifiques de l'ère moderne, son Catalog of the Scientific Community in the 16th and 17th Centuries, qu'il a mis à disposition des chercheurs.

### Never at Rest: A Biography of Isaac Newton

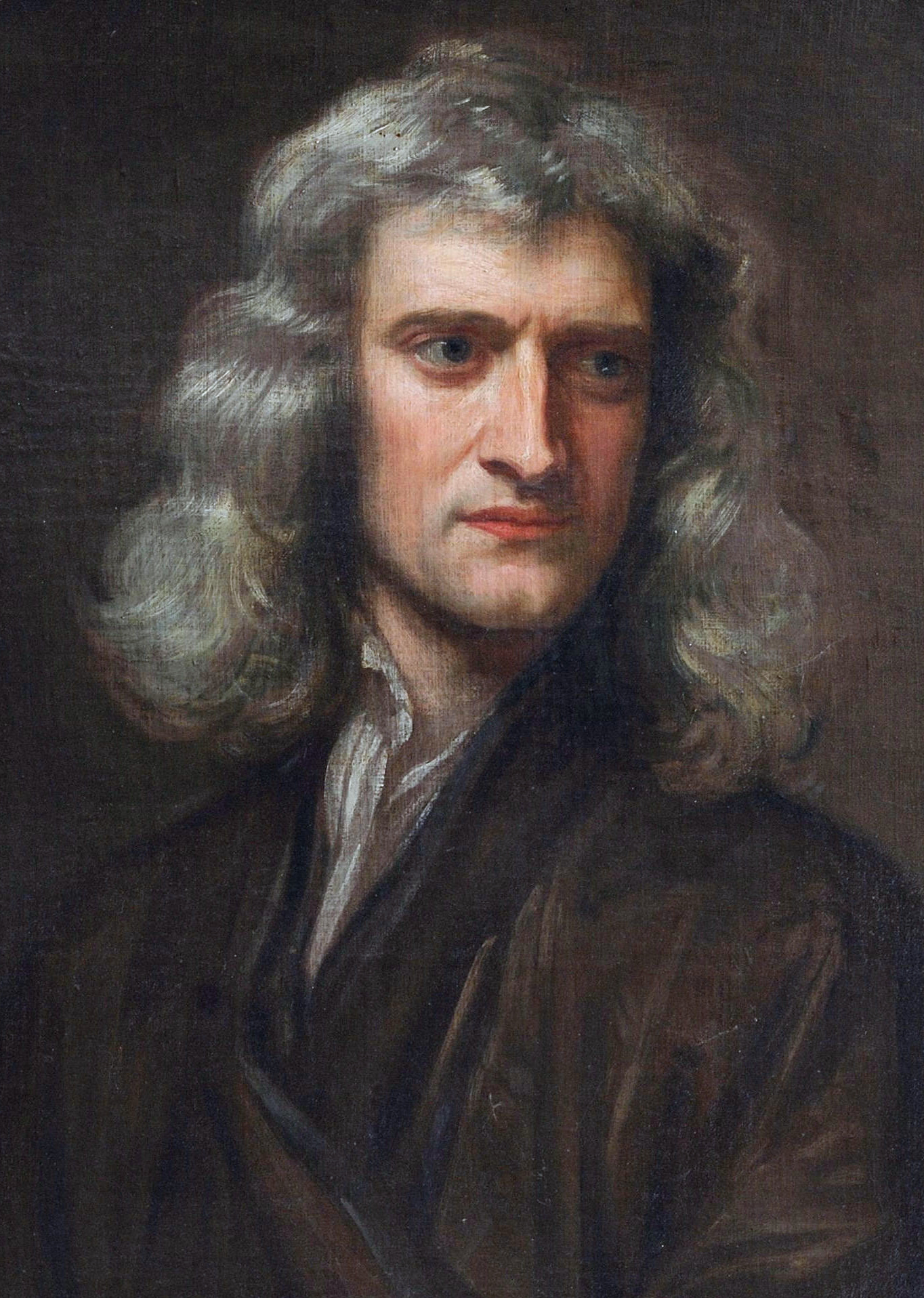
Portrait d’Isaac Newton (1642-1727).

Dans son livre Never at Rest: A Biography of Isaac Newton paru en 1980, biographie qui se veut définitive, il capture à la fois la vie personnelle et la carrière scientifique d'Isaac Newton, en présentant Newton l'homme, le scientifique, le philosophe, le théologien et la personnalité publique. Westfall traite tous ces aspects avec en point d'orgue une description des travaux de Newton en science. Le cœur de l’ouvrage décrit le développement du calcul, les expérimentations sur la diffraction de la lumière en optique, et surtout les recherches en mécanique céleste qui ont abouti à la loi de la gravitation universelle,,.
Selon I. Bernard Cohen, l'ouvrage contient de nombreux matériaux nouveaux, même pour les spécialistes de Newton, notamment sur ses activités à Londres à la fin de sa vie. « Bien qu'il existe d'autres biographies de Newton, c'est la première à être basée sur une telle utilisation de sources manuscrites. C'est plus qu'une simple biographie d'un homme et la somme de ses idées. C'est une ressource fondamentale sur la Révolution scientifique, un travail qui devrait figurer sur les étagères de tout érudit intéressé par les principaux courants d'idées au XVIIe siècle ou par tout aspect du début de l'histoire de la science moderne. »

## Distinctions et récompenses
Westfall a reçu de nombreux prix et a été élu membre de l'Académie américaine des arts et des sciences et de la Royal Society of Literature et il est lauréat de médaille George Sarton décernée par l'History of Science Society. Never at Rest a reçu le Prix Pfizer de la l’History of Science Society en 1983 en tant que meilleur livre d'histoire des sciences ainsi que le prix Leo Gershoy de l'American Historial Association en 1982 en tant que plus remarquable travail publié en anglais sur l'histoire européenne des XVIIe et XVIIIe siècles. Il avait déjà reçu le prix Pfizer en 1972 pour Force in Newton's Physics, et également le prix Derek Price en 1987 pour son article Scientific Patronage: Galileo and the Telescope.